# Cima Frugnoni
Cima Frugnoni (2 561 m n. m.) je hora nalézající se na rozhraní Karnských a Gailtalských Alp na hranicích Rakouska a Itálie. 
Na vrchol vede turistická stezka o mírné obtížnosti.
Nejbližší horská chata Obstansersee-Hütte se nachází 936 m severovýchodně od vrcholu.

## Dostupnost
Nejsnazší trasa vede z vesnice Kartitsch údolím Winklertal a dále kolem jezera Obstanser See a horské chaty Obstanserseehütte do sedla Obstanser Sattel a dále na Cimu Frugnoni. Na trase se stále nachází řada památek na boje během první světové války. 